# 구름다리

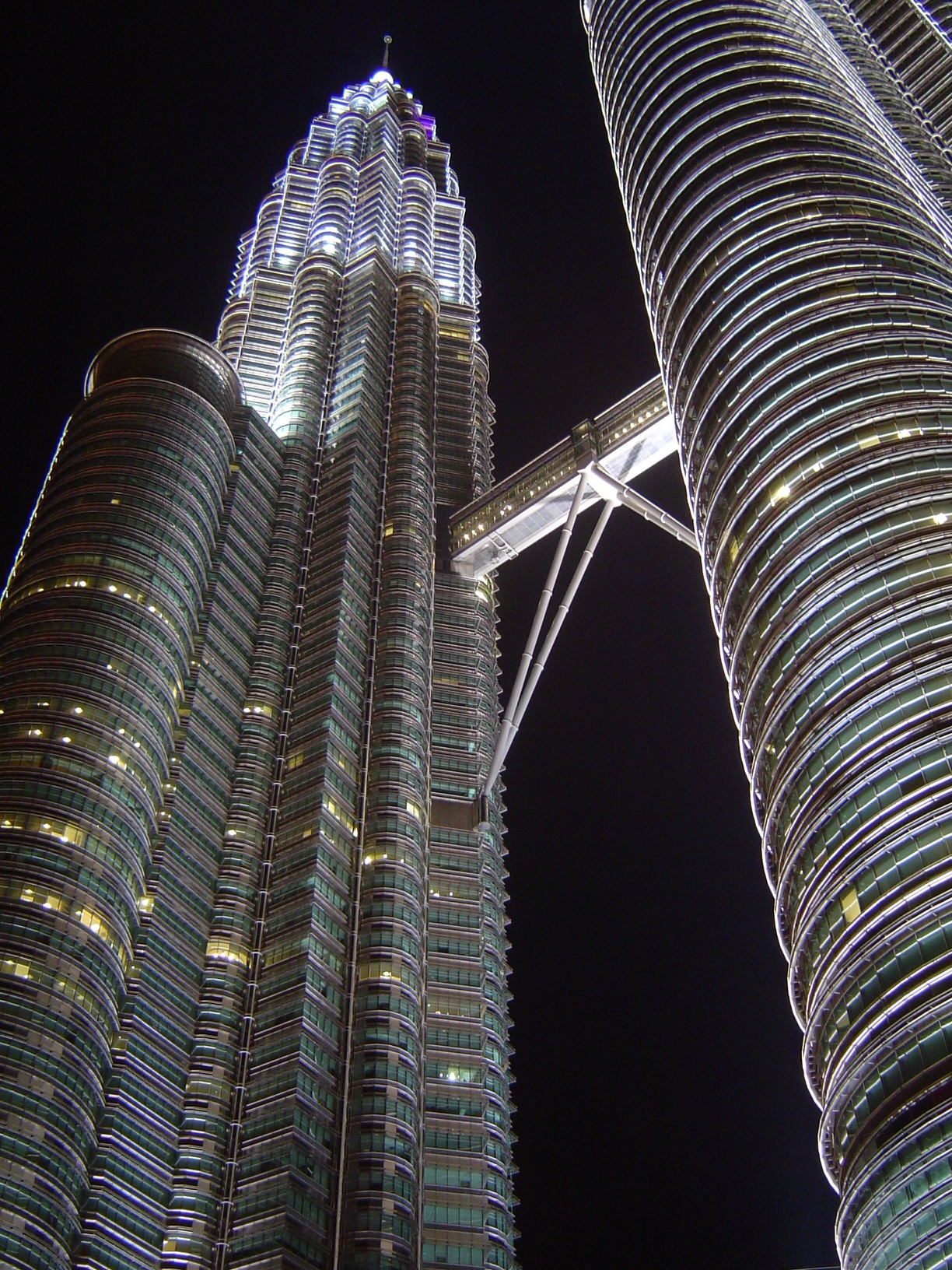
페트로나스 타워의 구름다리

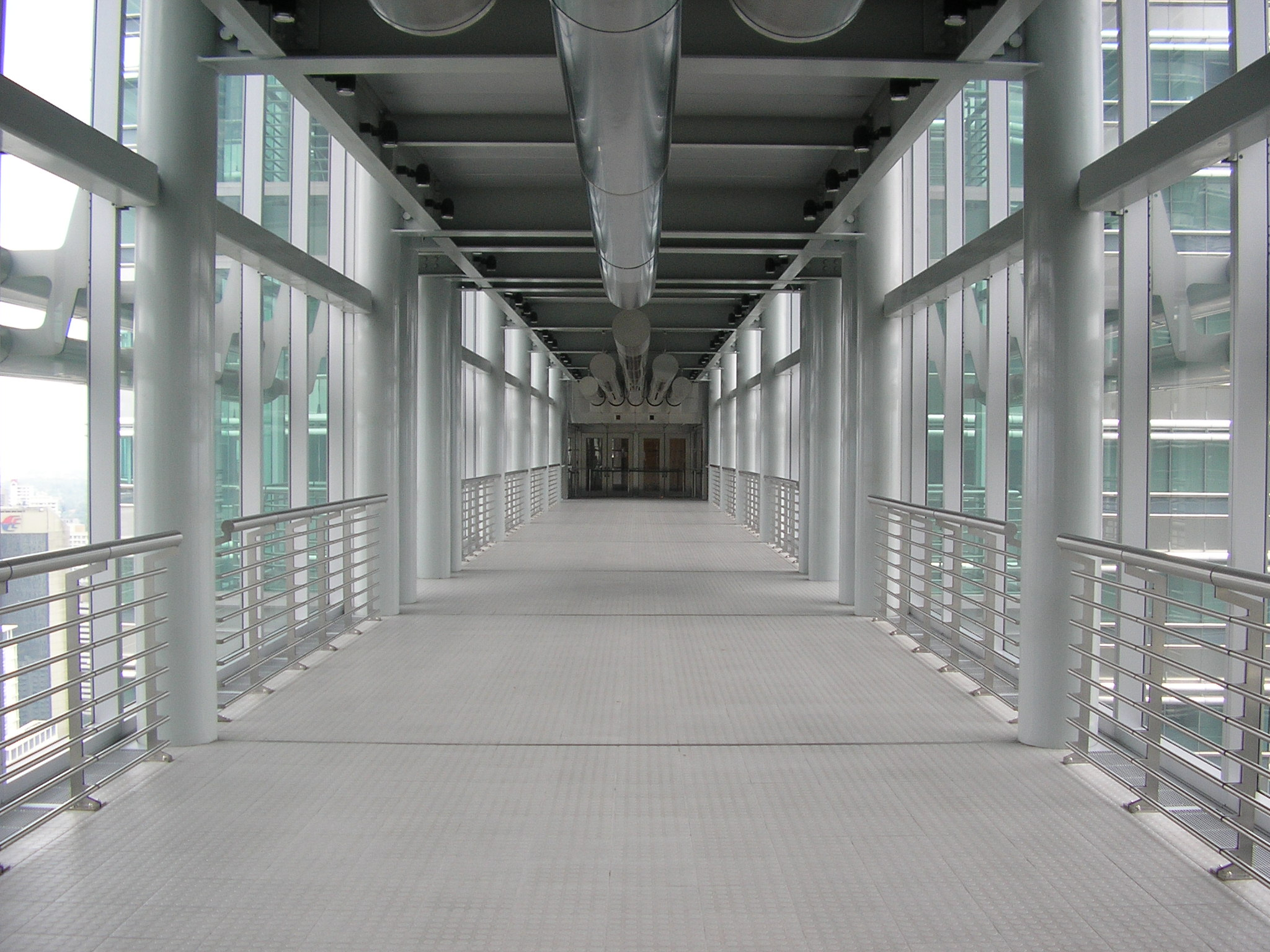
페트로나스 타워의 구름다리 내부 모습

구름다리, 스카이브리지(skybridge) 또는 스카이워크웨이(sky walkway, skywalk or skyway)는 지표면과의 접촉 없이 다닐 수 있는 길을 말하며, 주로 건물과 건물 사이에 놓인 다리를 뜻한다.

## 특징
도시 환경에서 구름다리는 두 건물 사이에 지어진 사방이 둘러싸인 다리를 말한다. 이것은 비와 같은 날씨로부터 보행자를 자유롭게 해 준다. 이러한 구름다리들은 보통 기업들이 소유하고 있으며, 그러므로 보도와 비교해서 공공 장소가 아니다. 구름다리는 대형병원 등의 건물에서 주로 2층과 3층 사이를 연결하며, 때로는 이보다 더 높은 곳에 지어지기도 한다. 건물과 건물 사이의 구름다리는 때때로 건물내 점포들의 판매 수익을 올리기 위해 건설되기도 한다. 이러한 종류의 구름다리는 대개 쇼핑 센터에 의해 관리되고 있는 경우가 많다.
대학교 캠퍼스와 같은 비영리적이지만 연합체로 구성된 건물들도 여러 건물들이 일정 거리 떨어져서 위치해 있는 경우 이러한 건물들을 터널이나 구름다리로 연결하기도 한다.
세계에서 가장 긴 고가 연결 통로는 캐나다 앨버타주 캘거리에 있는 15+ 워크웨이로 무려 길이가 16km나 되며, 이 연결 통로는 100개 이상의 사무실 건물들을 연결한다.
많은 도시 계획자들은 보행자의 안전과 편리함 이외에도 구름다리는 교통 정체와 차량에서 발생하는 배기 가스와 소음을 보행자를 분리시켜 준다고 말한다.

## 같이 보기
- 육교
- 보도